# Acacia velvae
Acacia velvae é uma espécie de leguminosa do gênero Acacia, pertencente à família Fabaceae.